# Зомбковице-Слёнске (гмина)
Зомбковице-Слёнске (пол. Ząbkowice Śląskie) — городско-сельская гмина (волость) в Польше, входит как административная единица в Зомбковицкий повет, Нижнесилезское воеводство. Население 23 289 человек (на 2004 год).

## Демография
| Перепись                       | Всего   | Всего | Женщины | Женщины | Мужчины | Мужчины |
| ------------------------------ | ------- | ----- | ------- | ------- | ------- | ------- |
| Единицы                        | человек | %     | человек | %       | человек | %       |
| Население                      | 23 289  | 100   | 12 267  | 52,7    | 11 022  | 47,3    |
| Плотность населения (чел./км²) | 158,6   | 158,6 | 83,5    | 83,5    | 75      | 75      |

## Сельские округа
1. Боболице
2. Брашовице
3. Бродзишув
4. Гроховиска
5. Яворек
6. Ключова
7. Козинец
8. Ольбрахцице-Вельке
9. Павловице
10. Садльно
11. Серошув
12. Столец
13. Стронкова
14. Сулиславице
15. Шкляры-Хута
16. Шкляры
17. Раковице
18. Сёдловице
19. Тарнув
20. Звруцона

## Соседние гмины
1. Гмина Бардо
2. Гмина Цепловоды
3. Гмина Каменец-Зомбковицки
4. Гмина Немча
5. Пилава-Гурна
6. Гмина Стошовице
7. Гмина Зембице